# Johan Halvorsen

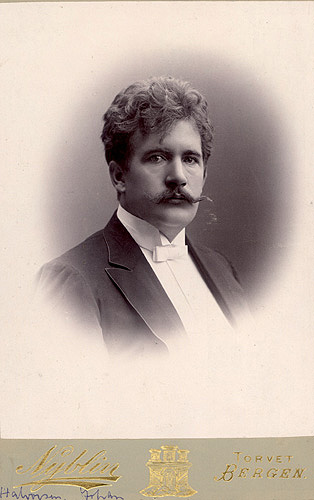
Johan Halvorsen

Johan Halvorsen (* 15. März 1864 in Drammen; † 4. Dezember 1935 in Oslo) war ein norwegischer Violinist, Komponist und Dirigent.

## Leben
Johan Halvorsen, der Sohn eines Polizeibeamten, erhielt ab 1879 eine Ausbildung zum Militärmusiker in Kristiania. Nach einem Jahr quittierte er seinen Dienst beim Militär und studierte von 1881 bis 1883 bei Gudbrand Bøhn Violine in Kristiania (Oslo), war aber gleichzeitig Geiger am örtlichen Theater. Danach absolvierte er ein Studienjahr bei Jakob Lindberg in Stockholm, auch dort hatte er Engagements in Theater- und Cafékapellen. Für ein Jahr war er Konzertmeister in Bergen. Am Leipziger Konservatorium studierte er bei Adolph Brodsky, der ihm anschließend eine Stelle in Aberdeen vermittelte. Von 1889 bis 1892 wirkte er in Helsinki, wo er mit Ferruccio Busoni zusammenarbeitete. In dieser Zeit entstanden seine ersten Kompositionen. Nach weiteren Studien bei Leopold Auer in Sankt Petersburg und bei César Thomson in Lüttich brach er seine Geigerlaufbahn ab. 1893 nahm er Kompositions- und Kontrapunktunterricht bei Albert Becker in Berlin, bevor er nach Bergen als Kapellmeister der „Den Nationale Scene“ zurückkehrte. 1899 wurde ihm die Stelle des Chefdirigenten am Nationaltheater in Kristiania angeboten, diese Position hatte er bis 1929 inne. Während dieser Zeit dirigierte er unter anderem 30 Opern.
Nach seiner Pensionierung widmete sich Johan Halvorsen stärker als zuvor der Komposition musikalischer Werke, die in der nationalromantischen Tradition seines Heimatlandes standen. Bekannt sind vor allem seine drei großen Symphonien und seine Norwegischen Rhapsodien, außerdem der Bojarenes inntogsmarsj (Einzug der Bojaren), die Reisen til Julestjernen (Reise zum Weihnachtsstern) und die Bergensiana.
Halvorsen bezeichnete Edvard Grieg, dessen Nichte er heiratete, und Johan Svendsen als seine musikalischen Vorbilder. Der Schauspieler Stein Grieg Halvorsen (1909–2013) war sein Sohn.
Sein verschollen geglaubtes Violinkonzert Op. 28, das Halvorsen für die damals 18-jährige kanadische Geigerin Kathleen Parlow komponierte, die es 1909 in Scheveningen zur Aufführung brachte, wurde 2016 in der Bibliothek der University of Toronto wiederentdeckt.
2003 wurde eine von Per Ung geschaffene Statue des Komponisten vor dem Nationaltheater in Oslo enthüllt.

## Werke (Auswahl)
Insgesamt hinterließ Halvorson etwa 170 Kompositionen.
- 1896: Bojarenes inntogsmarsj
- 1901: 17 norwegische Lieder für den Volksmusikanten Knut Dale, (Hardingfele), 1901
- 1908–1909: Fiolinkonsert, op. 28
- 1919–1920: Norsk rapsodi nr. 1 (Norwegische Rhapsodie Nr. 1) in A-Dur
- 1919–1920: Norsk rapsodi nr. 2 (Norwegische Rhapsodie Nr. 2) in G-Dur
- 1923: Symfoni nr. 1 in c-Moll
- 1924: (revidiert 1928) Symfoni nr. 2 in d-Moll
- 1929: Symfoni nr. 3 in C-Dur
- Passacaglia für Violine und Viola über ein Thema von Händel (1893)[2]
- Sarabande con variazioni, für Violine und Viola in D-Moll über ein Thema von Händel, dem Geiger Fini Henriques gewidmet (1900)
- Passacaglia für Violine und Violoncello über ein Thema von Händel
- Norwegian Sea Picture